# Налесный переулок
Нале́сный переу́лок — улица на востоке Москвы в Басманном районе между Новой Переведеновской улицей и Переведеновским переулком.

## Происхождение названия
Назван по находившимся здесь во второй половине XIX века лесным складам товарной станции Московско-Казанской железной дороги.

## Описание
Налесный переулок начинается от Новой Переведеновской улицы, проходит на юго-восток, слева к нему примыкает Центросоюзный переулок, выходит на Переведеновский переулок.

## Здания и сооружения
По нечётной стороне:
- № 9/11 — Национальный институт экономики (НИЭК);

По чётной стороне:
- № 4, строение 4 — ООО «Дом Текс».